# Wirtschaftsfranzösisch
Wirtschaftsfranzösisch (französisch le français des affaires), auch  Handelsfranzösisch oder  Business-Französisch, bezeichnet den Umgang mit wirtschaftsspezifischen Redewendungen im  französischsprachigen Raum, die zur Verständigung über berufliche und wirtschaftliche Sachverhalte dienen.
Wirtschaftsfranzösisch zielt auf Folgendes ab:
- wirtschaftliche Informationen in der französischen Sprache verstehen
- sich mündlich und schriftlich über berufliche und wirtschaftliche Sachverhalte kompetent äußern
- ein breites Spektrum sprachlich komplexer und fachlich anspruchsvoller authentischer mündlicher und schriftlicher Texte aus dem wirtschaftlichen Kontext rezeptiv und produktiv verarbeiten können
- sich mündlich über berufliche und wirtschaftliche Sachverhalte in der französischen Sprache korrekt, situationsadäquat und differenziert zu äußern und den geschäftlichen Schriftverkehr in angemessener Form abwickeln

Wirtschaftsfranzösisch kann als eine Spezialisierung der französischen Sprache erlernt und gelehrt werden und dient nicht-französischen Muttersprachlern zum  Wirtschaftsstudium in einem frankophonen Land bzw. zur Verbesserung der sprachlichen Kompetenz in einer französischsprachigen Geschäftssituation.